# Collège de sociologie
Il Collège de sociologie è un collettivo creato a Parigi per iniziativa di Georges Bataille e funzionante dal novembre 1937 al luglio 1939 con lo scopo di studiare le scienze sociali. Vi si tenevano conferenze pubbliche che hanno arricchito la vita culturale del tempo, lasciando tracce sul lavoro di diversi ricercatori di sociologia, ma anche di filosofia, storia, antropologia e letteratura.

## Fondazione e compito
L'annuncio della sua fondazione venne dato sul numero 3/4 della rivista "Acéphale", datato luglio 1937, con una dichiarazione firmata da Georges Ambrosino, Georges Bataille, Roger Caillois, Pierre Klossowski, Pierre Libra e Jules Monnerot. Questi gli obiettivi programmatici:
- Le scienze sociali sembrano essere un campo di interesse promettente, ma il suo pubblico resta ancora limitato perché si riducono all'"analisi delle società dette primitive, lasciando fuori le società moderne". Ciò è dovuto probabilmente al "carattere necessariamente contagioso e attivista delle rappresentazioni" che questo tipo di lavoro mette in evidenza.
- Nella misura in cui questo campo di studi appare potenzialmente corrosivo, coloro che desiderano sviluppare tali indagini potrebbero formare una "comunità morale" che si distanzia da una semplice comunità scientifica. Si tratterà di una comunità aperta a tutti coloro che vogliano contribuire con il loro punto di vista.
- Questo tipo di attività potrà "ricevere il nome di sociologia sacra, in quanto implica lo studio dell'esistenza sociale in tutte le manifestazioni in cui emerge la presenza attiva del sacro".

Denis Hollier ha descritto il gruppo come "ultimo gruppo letterario d'avanguardia", che, seppure vivrà soltanto due anni, come tutte le iniziative intellettuali di Bataille, lascerà tracce importanti nell'evoluzione culturale e nello sviluppo delle idee in Francia. 
Michel Surya la considera la parte essoterica (ovvero pubblica) delle attività di Bataille, opposta all'esoterismo (ovvero segretezza) di "Acéphale" che gli era contemporaneo.
Essendo fondata da appassionati più che da docenti ufficiali delle università, si promuoveva un intervento libero e diretto sulla società, attraverso il lavoro intellettuale, per cercare di modificare il corso della storia, e più specificamente di resistere alla tentazione della guerra, un fantasma sempre più concreto.

## Regole degli incontri
Le riunioni pubbliche avvenivano due volte al mese (con una sospensione estiva) nel retro di una libreria in rue Gay-Lussac. Diverse relazioni sono state presentate scritte e sono state poi raccolte da Denis Hollier, ma altre erano orali, dunque si possono ricostruire solo sulla base di ricordi e di note dei partecipanti (anche queste raccolte nel libro di Denis Hollier). Diverse correnti di pensiero, anche contraddittorie, attraversavano gli incontri:
- seguaci di Nietzsche, come lo stesso Bataille, tra i più attivi;
- fautori del personalismo, incarnato da diversi membri della rivista "Esprit", tra i quali Denis de Rougemont e Paul-Ludwig Landsberg;
- studiosi di Kierkegaard, come Jean Wahl;
- hegeliani come Alexandre Kojève;
- etnografi come Michel Leiris e Roger Caillois;
- letterati come Jean Paulhan.

Contrariamente ad altre iniziative di Bataille, il "Collège de sociologie" ha avuto un successo di pubblico abbastanza ampio, con presenze quali Julien Benda, Drieu La Rochelle, André Masson, Tarō Okamoto, Hans Mayer, Anatole Lewitsky, René-M. Guastalla ecc. Anche Walter Benjamin, frequentatore assiduo, avrebbe dovuto tenervi una conferenza, ma poi non lo fece.